# Xenorhina lanthanites
Xenorhina lanthanites es una especie de anfibio anuro de la familia Microhylidae.

## Distribución geográfica
Esta especie es endémica de la isla de Yapen en la provincia indonesia de Papua, en Nueva Guinea Occidental. Se encuentra en el monte Amoman.

## Publicación original
- Günther & Knop, 2006 : A new species of Xenobatrachus (Anura, Microhylidae) with a striking resemblance to Xenorhina bouwensi. Zootaxa, n.º 1268, p. 39-57.[6]